# Baltimore Jewish Times
 (novembre 2018).
Si vous disposez d'ouvrages ou d'articles de référence ou si vous connaissez des sites web de qualité traitant du thème abordé ici, merci de compléter l'article en donnant les références utiles à sa vérifiabilité et en les liant à la section « Notes et références ».
Le Baltimore Jewish Times est une publication communautaire hebdomadaire, créée en 1919, fonctionnant à base d'abonnement et desservant la communauté juive de Baltimore.